# مردیت هاگنر
مردیت هاگنر (به انگلیسی: Meredith Hagner) (زاده ۳۱ مهٔ ۱۹۸۷) بازیگر آمریکایی است.
از کارهای معروف او می‌توان به بازی در فیلم دوستان همسفر اشاره کرد.

## فیلم‌شناسی
فهرست برخی از فیلم‌هایی که مردیت هاگنر در آن‌ها به ایفای نقش پرداخته‌است:
- فاصله گرفتن (۲۰۱۰)
- ما هرگز پاریس را نخواهیم داشت (۲۰۱۴)
- مرد بی‌منطق (۲۰۱۵)
- اصرار (۲۰۱۶)
- اینگرید به فنا می‌رود (۲۰۱۷)
- جورش کن (۲۰۱۸)
- برایت‌برن (۲۰۱۹)
- پالم اسپرینگز (۲۰۲۰)
- دختر اسبی (۲۰۲۰)
- دوستان تعطیلات(۲۰۲۱)
- دوستان تعطیلات ۲(۲۰۲۳)